# Lancaster (Minnesota)
Lancaster – miasto w Stanach Zjednoczonych, w stanie Minnesota, w hrabstwie Kittson.